# Jozef Segers (scheutist)

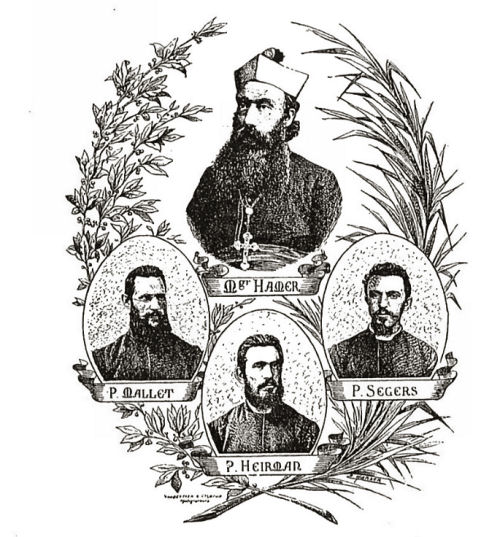
Segers en drie andere Europese religieuzen die in China de dood vonden

Jozef Benedictus Maria Segers (Sint-Niklaas, 20 oktober 1868 - China, 24 juli 1900) was een Vlaamse missionaris van de Congregatie van het Onbevlekt Hart van Maria.

## Missie
Segers werd door zijn  congregatie naar Lao-Hou-Keou (Oost-Mongolië) gezonden, waar hij gedurende de antiwesterse Bokseropstand in 1900 levend werd begraven. De Rooms-Katholieke Kerk beschouwt hem derhalve als martelaar.

## Nagedachtenis
- In Sint-Niklaas werd een straat naar hem vernoemd.
- In het Sint-Jozef-Klein-Seminarie aldaar werd een bronzen herdenkingsmonument geplaatst, naar aanleiding van de vijftigste overlijdensverjaardag. Het monument werd ontworpen door steenhouwer Robert Vande Velde.[5]